# 鄭昇和
鄭昇和（韓語：정승화，1926年2月27日—2002年6月12日），號松山（송산），大韓民國陸軍上將，1950年代韓戰期間擔任戰場指揮官，1970年代為陸軍參謀總長。
在1979年10月26日韓國總統朴正熙遭情報部長金載圭刺殺身亡時，鄭昇和正好在事發地點的宮井洞。刺殺案發生後，鄭昇和擔任全國戒嚴司令官，實質上成為韓國軍政大權的最高掌握者。他因為對於軍中數位高階軍官（包括後來成為韓國總統的全斗煥、盧泰愚）組成的私密組織「壹会」（하나회）有所戒心，並視之為不當組織，而在同年由全斗煥發動的军事政变中成為政變軍的擒拿目標，以涉嫌總統刺殺案的罪名，在總長官邸遭到逮捕、拷問、剝奪軍階。1981年3月獲得赦免、1988年11月獲韓國國防部恢復軍階。
1987年9月，鄭昇和在《月刊朝鮮》次長趙甲濟的專訪和協助下，首次公開全斗煥發動雙十二政變的過程:p285。

## 簡歷
- 1947年：陸軍官校第5期畢業。
- 1948年：任官為少尉。
- 1950年：在白骨部隊（백골부대，即第3步兵師）擔任營長[3]。
- 1952年：任師部作戰參謀。
- 1961年：任第2軍作戰參謀、升任准將。
- 1962年：任陸軍防諜部隊（大韩民国国军机务司令部前身）隊長。
- 1964年：任第7步兵師（朝鲜语：대한민국 7보병사단）師長。
- 1967年：晉升陸軍少將、任国防部人事局長。
- 1969年：任第一野战军參謀長。
- 1970年：任陸軍本部企劃管理參謀部長。
- 1973年：晉升陸軍中將、任第3軍（英语：III Corps (South Korea)）軍長。
- 1975年：任第24屆陸軍官校校長。
- 1977年：任第一野戰軍司令官。
- 1978年：晉升陸軍上將。
- 1979年：任第22任陸軍參謀總長。
- 1987年：出任統一民主黨常任顾问[4]。

## 家庭
鄭昇和妻子為申有慶（신유경，1931年－），育有三兒一女，么兒為陸軍軍官，其餘三人旅居美國。

## 著作
- 《將軍之夜——韓國雙十二事件》，鄭昇和原著／授權出版，1989年初版，台北：時報文化出版企業股份有限公司

## 相關影視作品
- 《第五共和国》，朴仁焕飾演。
- 《南山的部長們》，金珉賞飾演。
- 《12.12：首爾之春》，李星民飾演。